# Nine Lives (2016)
Nine Lives (Nederlands: Meneer Pluizenbol) is een Franse (Engelstalige) komische film uit 2016 onder regie van Barry Sonnenfeld.

## Verhaal
Tom Brand is een zakenman en miljonair die een groot zakenimperium opgebouwd heeft maar daardoor wel zijn vrouw en dochter verwaarloost. Zijn 11-jarige dochter wil een kat voor haar verjaardag maar Tom houdt helemaal niet van katten. Veel te laat moet hij op zijn dochter’s verjaardag op zoek naar een verjaardagscadeau. Hij komt in de mysterieuze dierenwinkel van Felix Grant terecht waar hij een kat koopt. Maar Grant zorgt ervoor dat Brand in het lichaam van de kat gevangen wordt. Hij krijgt een week de tijd om zijn relatie met zijn familie te verbeteren of zal voor altijd een kat blijven.

## Rolverdeling
| Acteur             | Personage                         |
| ------------------ | --------------------------------- |
| Kevin Spacey       | Tom Brand / Mr. Fuzzypants (stem) |
| Jennifer Garner    | Lara Brand                        |
| Robbie Amell       | David Brand                       |
| Christopher Walken | Felix Grant                       |
| Malina Weissman    | Rebecca Brand                     |
| Cheryl Hines       | Madison Camden                    |
| Mark Consuelos     | Ian Cox                           |
| Teddy Sears        | Josh                              |
| Talitha Bateman    | Nicole                            |